# Nationalanarchismus

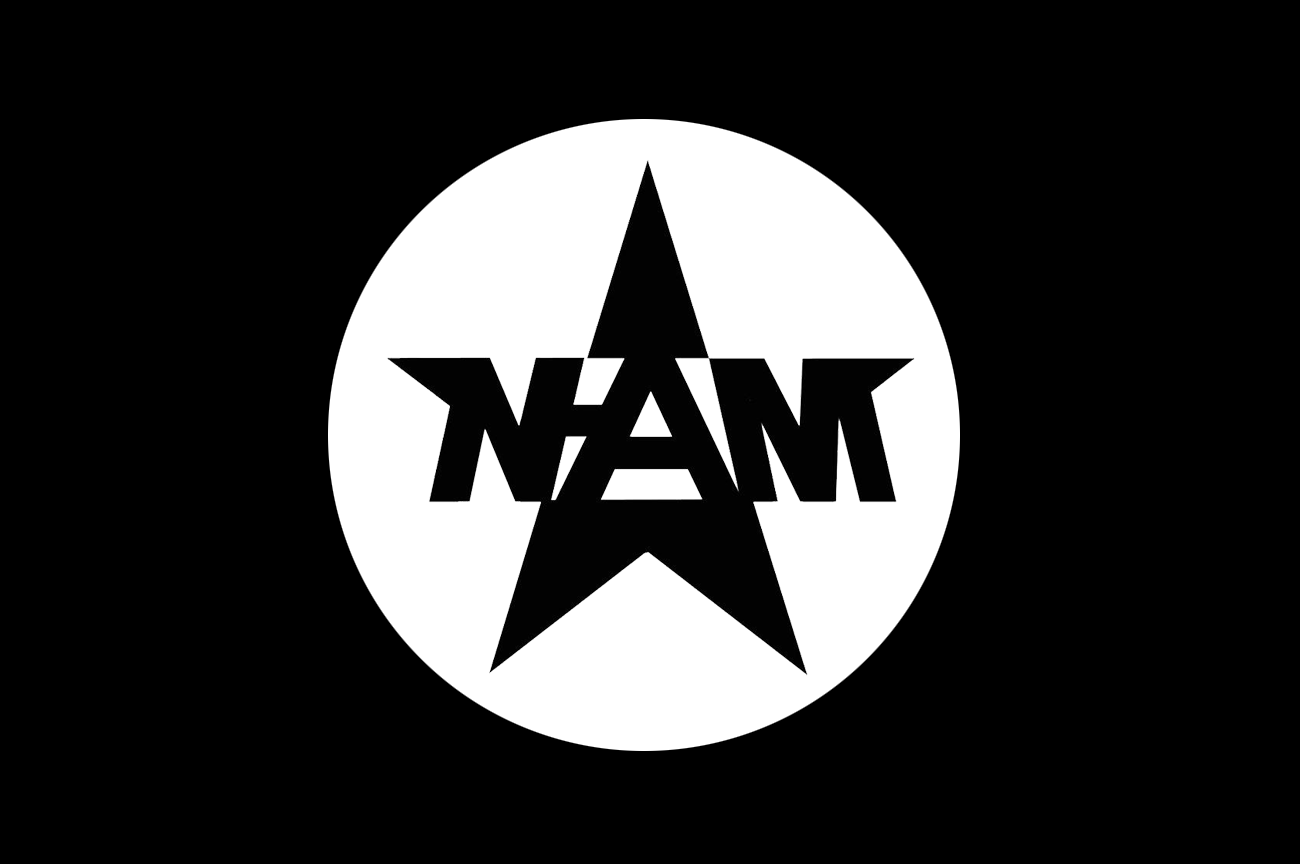
Logo britischer Nationalanarchisten

Nationalanarchismus ist eine seit den späten 1990er Jahren auftretende, marginale ideologische Strömung, die Nationalismus und Anarchismus verbinden will. Sie wird in der Extremismusforschung und von Verfassungsschützern meist als Teil einer rechtsextremen Querfrontstrategie betrachtet. Ihre Vertreter haben Beziehungen zum Neonazismus.

## Vertreter und Position
In Deutschland propagiert Peter Töpfer in gedruckten Texten frühestens seit 1997, im Internet seit 1999 eine „nationale Anarchie“ als politisches Ziel, das den „rationalen Kern“ von Nationalismus und Anarchismus vereinen soll. Es gebe keine gemeinsame Organisationsform, jeder Nationalanarchist spreche für sich. Sie verträten eine radikale Alternative zur Globalisierung, die Multikulturalität nicht innerhalb, sondern zwischen ethnisch homogenen Völkern herstellen wolle. Dieses Ziel verfolgt auch Troy Southgate in Großbritannien.
Töpfer ist seit 1995 als Mitherausgeber der Zeitschrift „Sleipnir“ u. a. wegen Verbreitung von Holocaustleugnung und seit 1998 als regelmäßiger Teilnehmer an NPD-Demonstrationen bekannt. Sein Versuch, mit der schwarz-roten Farbsymbolik einen anarchistischen Flügel bei rechtsextremen Nationalisten zu propagieren, stieß dort auf Ablehnung. Seither wirbt Töpfer im Internet weiter für ein strategisches Bündnis von Rechtsextremisten mit „deutschen Anarchisten“ und unterstützt dazu aktiv rechtskräftig verurteilte Holocaustleugner wie Horst Mahler und befreundete Neonazis wie Christian Worch. Er organisierte mehrere sogenannte Querfronttreffen, etwa mit Karl Nagel, ehemaliger Kanzlerkandidat der Anarchistischen Pogo-Partei Deutschlands. Das Treffen im August 2001 wurde polizeilich aufgelöst, dabei wurde Töpfer verhaftet. Er arbeitete mit Michael Koth vom „Kampfbund Deutscher Sozialisten (KDS)“ zusammen, einer neonazistischen Querfrontorganisation, die aus nationalistischer Sicht die DDR verherrlicht. Gemeinsame Aktivitäten bezeichnen Töpfer und Koth als Bündnis nationale Linke im nationalen Widerstand und AG Antifaschismus im nationalen Widerstand. Töpfer nahm an der Holocaustleugnungskonferenz im Iran 2006 teil, wo er sich als „Freiheitsaktivist“ vorstellte, den Staat Israel und die Juden beschimpfte.

## Einordnung
Der Anarchismus entstand im 19. Jahrhundert als radikale Absage an jede Herrschaftsform und stand damit auch dem Nationalismus ablehnend gegenüber. Die anarchistischen Prinzipien Egalitarismus, Ablehnung jeder Herrschaft und jeden Zwanges setzen die prinzipielle Gleichheit der Individuen voraus und beinhalten die Ablehnung jeder Ideologie und Organisationsform, mit der Herrschaft begründet werden kann. Deshalb lehnte der Anarchismus nationale Bewegungen und Nationalstaaten ab und strebte deren Abschaffung an. Anarchistische Strömungen wandten sich seit den 1920er Jahren entschieden gegen Faschismus, Rassismus und Nationalsozialismus. Heutige Anarchisten wenden sich ebenfalls gegen Nationalismus.
Der deutsche Anarchismusforscher Jochen Schmück erklärt zu seiner Datenbank des deutschsprachigen Anarchismus:

„Und so finden sich dann in unserer Pressedokumentation neben den 99 Prozent echten anarchistischen und libertären Zeitschriften auch einige seltsame ‚Sumpfblüten‘ von Pseudo-Anarchisten. Ich denke da z.B. […] auch an die Blätter der Anarcho-Stalinisten oder der sog. Nationalanarchisten. Denn auch das gehört zur Dokumentation der Wirkungsgeschichte des deutschsprachigen Anarchismus mit dazu, dass das Label ‚anarchistisch‘ auch von Nicht- oder Anti-Anarchisten aus taktischen oder sonstigen Gründen übernommen wird.“

Der Verfassungsschutz des Landes Brandenburg ordnete Töpfers Aktivitäten 2002 als rechtsextreme Querfrontstrategie mit Bezügen zur Holocaustleugnung ein:

„Ein weiterer Vertreter der “Querfrontstrategie” ist der “bekennende Nationalanarchist” Peter Töpfer aus Berlin. Er ist mitverantwortlich für eine Website mit dem bezeichnenden Namen www.querfront.de. Mitte bis Ende der 90er Jahre gab er zusammen mit Andreas Röhler im “Verlag der Freunde” die Publikation “Sleipnir” heraus, in der Beiträge verschiedenster Autoren, gleich welche politische Position sie vertraten, abgedruckt wurden – häufig ohne deren Zustimmung. Das Konzept von “Sleipnir” war die grenzenlose Meinungsfreiheit. Häufig fanden sich Artikel im Heft, in denen der Holocaust geleugnet wurde. Die “Querfront”-Redaktion geht vorsichtiger zu Werke. Bislang ist es ihr aber nicht gelungen, “aus der politischen Sackgasse herauszukommen” und rechtsextremistische Auffassungen akzeptabler zu machen.“

Der Soziologe Thomas Pfeiffer ordnet Töpfers Ideologie ebenfalls als Querfrontversuch mit einer Nähe zur Neuen Rechten ein:

„Eine gewisse Renaissance erlebt die Querfront-Strategie auch in Kreisen, die anarchistische und rechtsextremistische Ansätze zusammenführen möchten und sich daher als ‚nationalanarchistisch‘ verstehen. Zu ihrer Belebung hat insbesondere der frühere Mitherausgeber der neurechten Zeitschrift 'Sleipnir' […], der Berliner Peter Töpfer, beigetragen. Mittlerweile tauchen nationalanarchistische Gedanken auch auf mehreren Internet-Seiten aus diesem Umfeld auf.“

Dem Soziologen Rainer Erb zufolge sorgte Töpfers „sogenannte Querfront-Position“ vor allem für Verwirrung und löste Ablehnung aus. Erb bezeichnet Töpfers Nationalanarchismus als nebulöses Konzept, dessen „konfuser Sinn“ schwer zu fassen sei:

„Verständlich ist nur soviel, dass er Restriktionen ablehnte und für Meinungsfreiheit mit antisemitischer Präferenz eintrat. Er ließ keine Norm gelten, nur seine eigene. Nüchterne Rationalität und Reflexion war seine Sache nicht. Gedanklich schwebte er auf einer Wolke, die er mit Max Stirner, Egon Krenz, Christian Worch und einer ‚Vereinigung der langjährigen Liebhaber von Kriegs- und Holocaust-Erzählungen‘ (‚AAARGH‘) bevölkerte.“

Der Faschismusforscher Roger Griffin (2003) sieht im Nationalanarchismus ein Beispiel für eine ideologische Synthese von palingenetischem Ultranationalismus und linksextremen Positionen. Teile der Bewegung würden außerdem in einer komplexen Weise klassischen Faschismus, die neofaschistische Third Position sowie Neo-Anarchismus mit weiteren Formen von „Anti-System-Politik“ und Antiglobalismus miteinander verbinden. Die Ideologie des Briten Troy Southgate zählt Griffin zum Spektrum Querfront und kategorisiert dieses insgesamt als „Metapolitisierung des Faschismus“.
Der Extremismusforscher Uwe Backes sieht Nationalanarchismus als Ideologie an, die mit anderen Ideologien von autonomen und „freien“ Nationalisten im ideologischen Bruderstreit liege.